# Jukajärvi (sjö i Södra Savolax)
Jukajärvi är en sjö i Finland. Den ligger i kommunen Jockas i landskapet Södra Savolax, i den södra delen av landet, 240 km nordost om huvudstaden Helsingfors. Jukajärvi ligger 99 meter över havet. Arean är 9,04 kvadratkilometer och strandlinjen är 39,97 kilometer lång. Sjön  ingår i Vuoksens huvudavrinningsområde.   I omgivningarna runt Jukajärvi växer i huvudsak blandskog. Den sträcker sig 5,6 kilometer i nord-sydlig riktning, och 7,5 kilometer i öst-västlig riktning.
I övrigt finns följande i Jukajärvi:
- Jänissaari (en ö)
- Halsaari (en ö)
- Ukonsaari (en ö)
- Lehtisaari (en ö)

Följande samhällen ligger vid Jukajärvi:
- Jockas (7 165 invånare)

I övrigt finns följande vid Jukajärvi:
- Salajärvi (en sjö)